# Lee County (Alabama)
Lee County is een county in de Amerikaanse staat Alabama.
De county heeft een landoppervlakte van 1.577 km² en telt 115.092 inwoners (volkstelling 2000). De hoofdplaats is Opelika.

## Bevolkingsontwikkeling

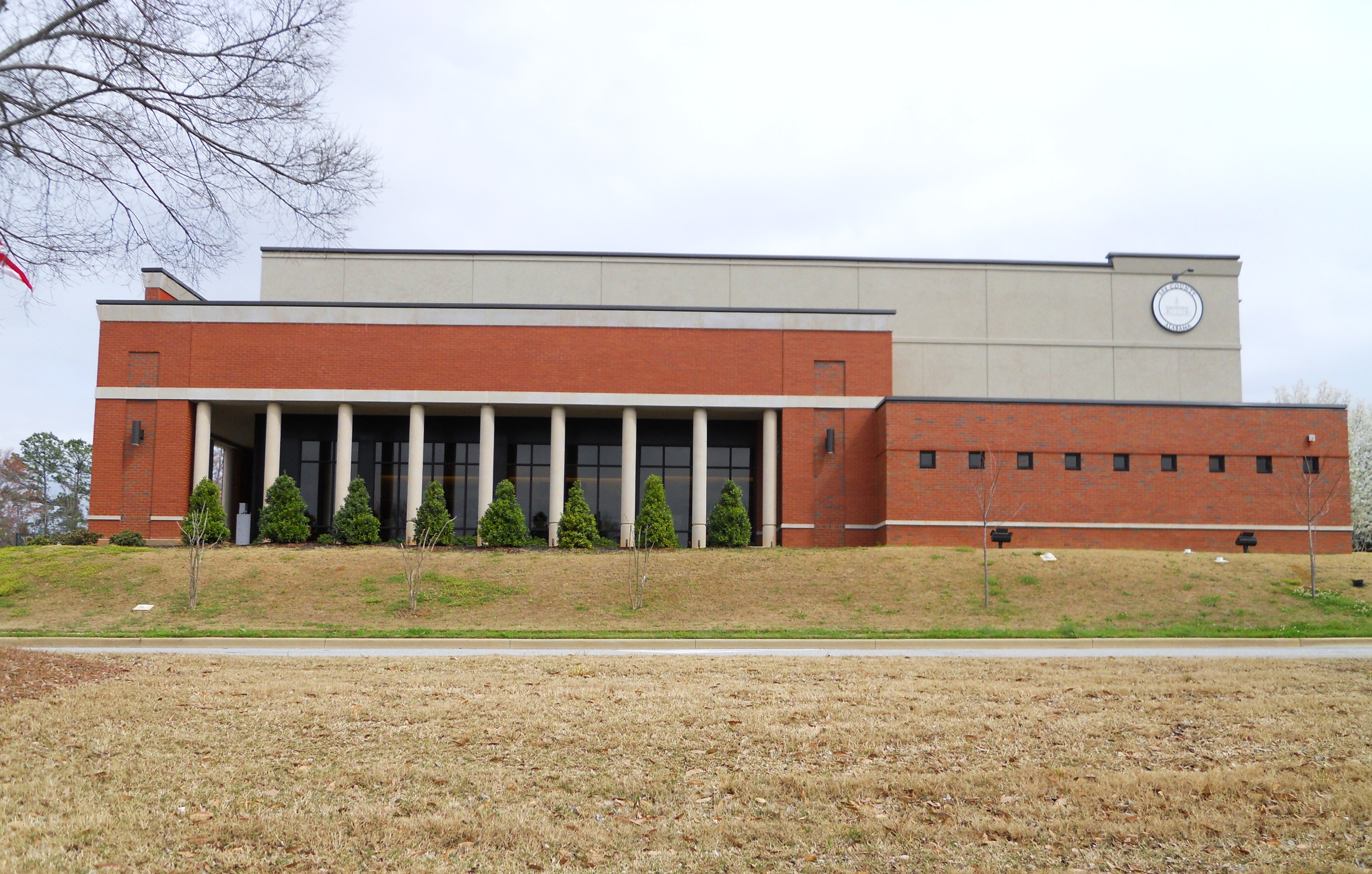
Lee County Courthouse